# Campionatul European de Atletism în sală din 2011
A 31-a ediție a Campionatului European de Atletism în sală s-a desfășurat între 4 și 6 martie 2011 la Paris, Franța. Aceasta a fost a doua oară când Paris a găzduit acest eveniment, prima ediție găzduită de acest oraș având loc în 1994. Au participat 558 de sportivi din 46 de țări.

## Sală
Probele au avut loc la Palais Omnisports din Paris-Bercy. Acesta a fost inaugurat în anul 1984.

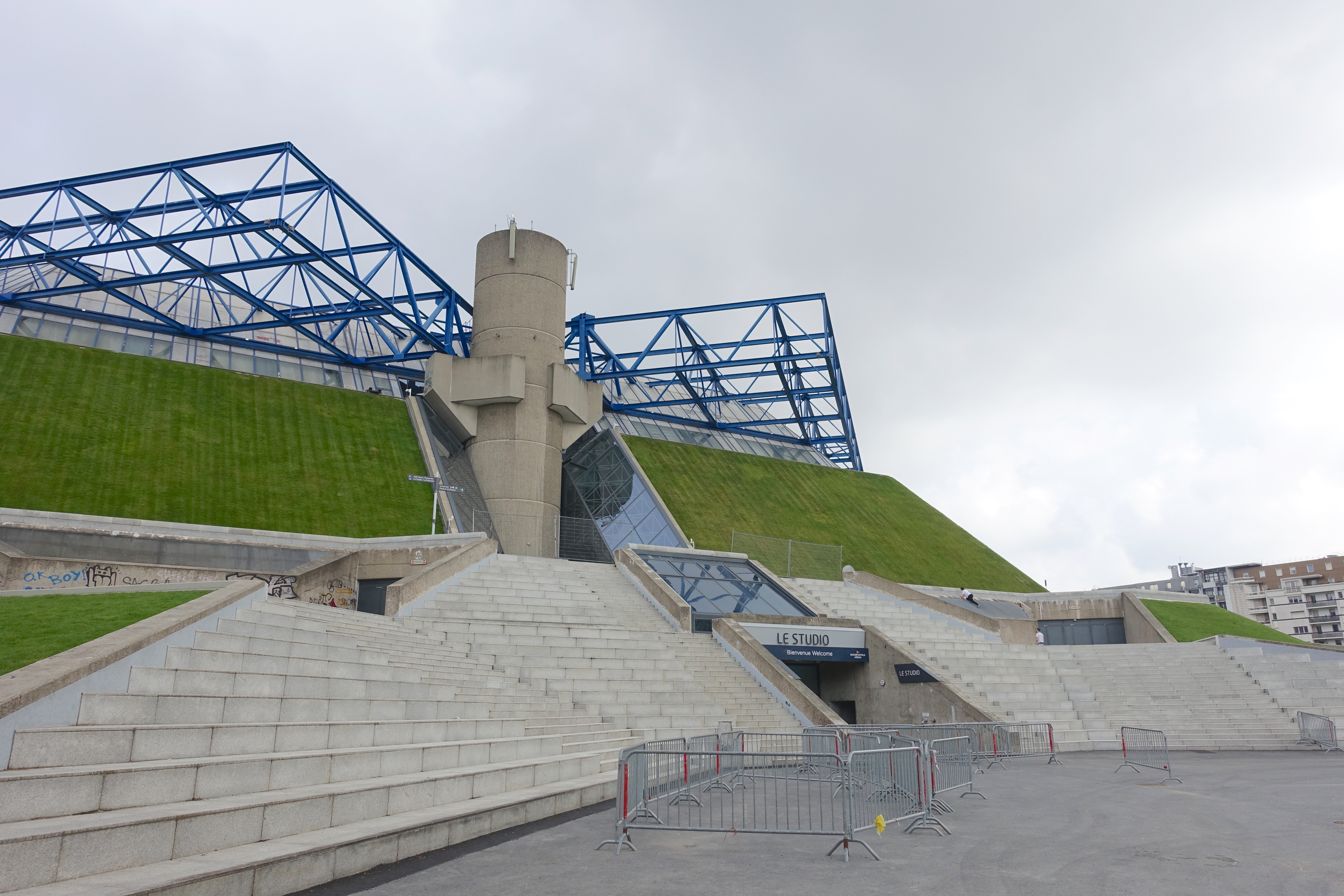
Palais Omnisports din Paris
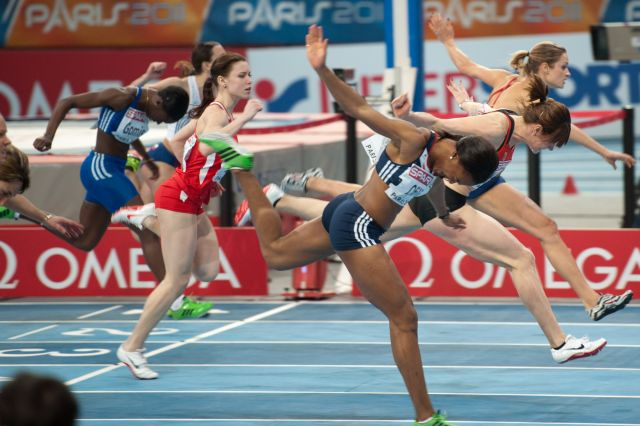

## Rezultate
RM - record mondial; RE - record european; RC - record al competiției; RN - record național; PB - cea mai bună performanță a carierei

### Masculin
| Event                | Aur                                                           | Aur        | Argint                                                              | Argint     | Bronz                                                                    | Bronz   |
| 60 m                 | Francis Obikwelu (POR)                                        | 6,53 RN    | Dwain Chambers (GBR)                                                | 6,54       | Christophe Lemaitre (FRA)                                                | 6,58    |
| 400 m                | Leslie Djhone (FRA)                                           | 45,54 RN   | Thomas Schneider (GER)                                              | 46,42      | Richard Buck (GBR)                                                       | 46,62   |
| 800 m                | Adam Kszczot (POL)                                            | 1:47,87    | Marcin Lewandowski (POL)                                            | 1:48,23    | Kevin López (ESP)                                                        | 1:48,35 |
| 1500 m               | Manuel Olmedo (ESP)                                           | 3:41,03    | Kemal Koyuncu (TUR)                                                 | 3:41,18 RN | Bartosz Nowicki (POL)                                                    | 3:41,48 |
| 3000 m               | Mo Farah (GBR)                                                | 7:53,00    | Hayle Ibrahimov (Azerbaijan)                                        | 7:53,32    | Halil Akkas (TUR)                                                        | 7:54,19 |
| 60 m garduri         | Petr Svoboda (CZE)                                            | 7,49       | Garfield Darien (FRA)                                               | 7,56 =PB   | Adrien Deghelt (BEL)                                                     | 7,57 PB |
| Ștafetă 4×400 m      | Franța Marc Macedot Leslie Djhone Mamoudou Hanne Yoan Décimus | 3:06,17 RN | Regatul Unit Nigel Levine Nick Leavey Richard Strachan Richard Buck | 3:06,46    | Belgia · Jonathan Borlée · Antoine Gillet · Nils Duerinck · Kevin Borlée | 3:06,57 |
| Săritura în înălțime | Ivan Uhov (RUS)                                               | 2,38       | Jaroslav Bába (CZE)                                                 | 2,34       | Aleksandr Șustov (RUS)                                                   | 2,34 PB |
| Săritura cu prăjina  | Renaud Lavillenie (FRA)                                       | 6,03 RC RN | Jérôme Clavier (FRA)                                                | 5,76       | Malte Mohr (GER)                                                         | 5,71    |
| Săritura în lungime  | Sebastian Bayer (GER)                                         | 8,16       | Kafétien Gomis (FRA)                                                | 8,03       | Morten Jensen (DEN)                                                      | 8,00    |
| Triplusalt           | Teddy Tamgho (FRA)                                            | 17,92 RM   | Fabrizio Donato (ITA)                                               | 17,73 RN   | Marian Oprea (ROU)                                                       | 17,62   |
| Aruncarea greutății  | Ralf Bartels (GER)                                            | 21,16      | David Storl (GER)                                                   | 20,75      | Maksim Sidorov (RUS)                                                     | 20,55   |
| Heptatlon            | Andrei Krauceanka (BLR)                                       | 6282 RN    | Nadir El Fassi (FRA)                                                | 6237 PB    | Roman Šebrle (CZE)                                                       | 6178    |

* Atletul a participat doar la calificări, dar a primit o medalie.

### Feminin
| Event                | Aur                                                                | Aur      | Argint                                                                 | Argint   | Bronz                                                               | Bronz    |
| 60 m                 | Olesia Povh (UKR)                                                  | 7,13     | Maria Riemien (UKR)                                                    | 7,15 =PB | Ezinne Okparaebo (NOR)                                              | 7,20     |
| 400 m                | Denisa Rosolová (CZE)                                              | 51,73 PB | Olesia Krasnomoveț (RUS)                                               | 51,80    | Ksenia Zadorina (RUS)                                               | 52,03    |
| 800 m                | Jenny Meadows (GBR)                                                | 2:00,50  | Linda Marguet (FRA)                                                    | 2:01,61  | Marilyn Okoro (GBR)                                                 | 2:02,46  |
| 1500 m               | Elena Arjakova (RUS)                                               | 4:13,78  | Nuria Fernández (ESP)                                                  | 4:14,04  | Ekaterina Martânova (RUS)                                           | 4:14,16  |
| 3000 m               | Helen Clitheroe (GBR)                                              | 8:56,66  | Lidia Chojecka (POL)                                                   | 8:58,30  | Layes Abdullayeva (AZE)                                             | 9:00,37  |
| 60 m garduri         | Carolin Nytra (GER)                                                | 7,80     | Tiffany Ofili (GBR)                                                    | 7,80 RN  | Christina Vukicevic (NOR)                                           | 7,83 RN  |
| Ștafetă 4×400 m      | Rusia Ksenia Zadorina Ksenia Vdovina Elena Migunova Olesia Forșeva | 3:29,34  | Regatul Unit Kelly Sotherton Lee McConnell Marilyn Okoro Jenny Meadows | 3:31,36  | Franța Muriel Hurtis-Houairi Laetitia Denis Marie Gayot Floria Gueï | 3:32,16  |
| Săritura în înălțime | Antonietta Di Martino (ITA)                                        | 2,01     | Ruth Beitia (ESP)                                                      | 1,96     | Ebba Jungmark (SWE)                                                 | 1,96 PB  |
| Săritura cu prăjina  | Anna Rogowska (POL)                                                | 4,85 RN  | Silke Spiegelburg (GER)                                                | 4,75     | Kristina Gadschiew (GER)                                            | 4,65     |
| Săritura în lungime  | Daria Klișina (RUS)                                                | 6,80     | Naide Gomes (POR)                                                      | 6,79     | Iulia Pidlujnaia (RUS)                                              | 6,75 PB  |
| Triplusalt           | Simona La Mantia (ITA)                                             | 14,60 PB | Olesia Zabara (RUS)                                                    | 14,45    | Dana Veldáková (SVK)                                                | 14,39    |
| Aruncarea greutății  | Anna Avdeeva (RUS)                                                 | 18,70    | Christina Schwanitz (GER)                                              | 18,65    | Josephine Terlecki (GER)                                            | 18,09 PB |
| Pentatlon            | Antoinette Nana Djimou Ida (FRA)                                   | 4723 RN  | Austra Skujyte (LTU)                                                   | 4706     | Remona Fransen (NED)                                                | 4665 PB  |

* Atleta a participat doar la calificări, dar a primit o medalie.

## Clasament pe medalii

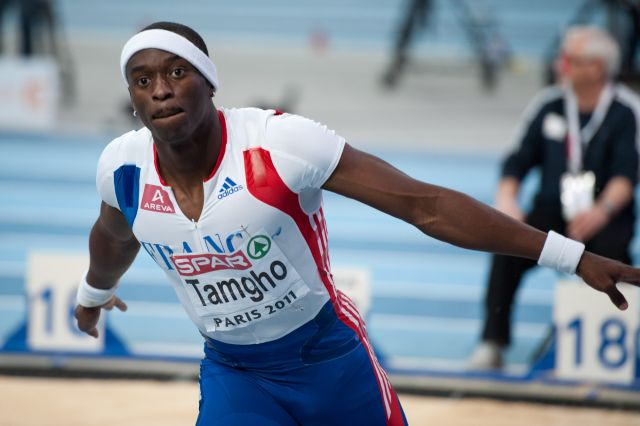
Francezul Teddy Tamgho a stabilit un nou record mondial la triplusalt

| Loc   | Țară          | Aur | Argint | Bronz | Total |
| ----- | ------------- | --- | ------ | ----- | ----- |
| 1     | Franța        | 5   | 5      | 2     | 12    |
| 2     | Rusia         | 5   | 2      | 5     | 12    |
| 3     | Germania      | 3   | 4      | 3     | 10    |
| 4     | Regatul Unit  | 3   | 4      | 2     | 9     |
| 5     | Polonia       | 2   | 2      | 1     | 5     |
| 6     | Cehia         | 2   | 1      | 1     | 4     |
| 7     | Italia        | 2   | 1      | 0     | 3     |
| 8     | Spania        | 1   | 2      | 1     | 4     |
| 9     | Portugalia    | 1   | 1      | 0     | 2     |
| 9     | Ucraina       | 1   | 1      | 0     | 2     |
| 11    | Belarus       | 1   | 0      | 0     | 1     |
| 12    | Azerbaidjan   | 0   | 1      | 1     | 2     |
| 12    | Turcia        | 0   | 1      | 1     | 2     |
| 14    | Lituania      | 0   | 1      | 0     | 1     |
| 15    | Belgia        | 0   | 0      | 2     | 2     |
| 15    | Norvegia      | 0   | 0      | 2     | 2     |
| 17    | Danemarca     | 0   | 0      | 1     | 1     |
| 17    | Țările de Jos | 0   | 0      | 1     | 1     |
| 17    | România       | 0   | 0      | 1     | 1     |
| 17    | Suedia        | 0   | 0      | 1     | 1     |
| 17    | Slovacia      | 0   | 0      | 1     | 1     |
| Total | Total         | 26  | 26     | 26    | 78    |

## Participarea României la campionat
17 atleți au reprezentat România.
- Marian Oprea – triplusalt - locul 3
- Cristina Bujin – triplusalt - locul 5
- Cornelia Deiac – lungime - locul 7
- Roxana Bârcă – 3000 m - locul 9
- Viorica Țigău – lungime - locul 10
- Mihaela Nunu – 800 m - locul 12
- Ioana Doagă – 1500 m - locul 14
- Cristina Sandu – lungime - locul 14
- Bianca Răzor – 400 m - locul 15
- Ancuța  Bobocel – 1500 m - locul 15
- Esthera Petre – înălțime - locul 16
- Carmen Toma – triplusalt - locul 16
- Cristian Vorovenci – 800 m - locul 20
- Alin Anghel – triplusalt - locul 22
- Andreea Ogrăzeanu – 60 m - locul 23
- Adrian Vasile – lungime - locul 27
- Mirela Lavric – 800 m - NT

## Participarea Republicii Moldova la campionat
Doi atleți au reprezentat Republica Moldova.
- Vladimir Letnicov – triplusalt - locul 13
- Alexandru Cuharenco – lungime - locul 28